# Мистерия болгарских голосов
Мистерия болгарских голосов (болг. Мистерията на българските гласове, фр. Le Mystère Des Voix Bulgares) — государственный хор болгарского радио и телевидения, исполняющий современные аранжировки болгарских народных мелодий. Руководитель и дирижер — Дора Христова.

## История
Основан в 1951 году болгарским композитором Филипом Кутевым. Первоначально назывался «Народный хор Болгарского радио», с середины 1960-х — «Государственный хор болгарского радио и телевидения», с 1988-го — хор «Мистерия болгарских голосов».
Несколько раз номинировался на «Грэмми» и получил его в 1990 году за альбом «Le Mystere Des Voix Bulgares. Volume Two».
Со времени своего основания выпустил десять альбомов. Хор активно сотрудничает с исполнителями разных стран (в том числе Горан Брегович, Кейт Буш, Лиза Джеррард, тувинский хор Хуун-Хуур-Ту), также принимает участие в написании саундтреков к кинофильмам. В 1995 году на основе исполняемой хором народной песни «Kaval Sviri» композитор Джозеф Лодука написал основную музыкальную тему к сериалу «Зена — королева воинов».
Несмотря на то, что хор часто ездит по гастролям и записывается, иногда его солистки поют в других коллективах, например, «Angelite» (в него вошли три лучших голоса «Мистерии болгарских голосов»), «Bulgarian National Folk Ensemble» (область Пирин), «Тракия».

## Дискография
- Состав в 2016 году1955 — Music of Bulgaria

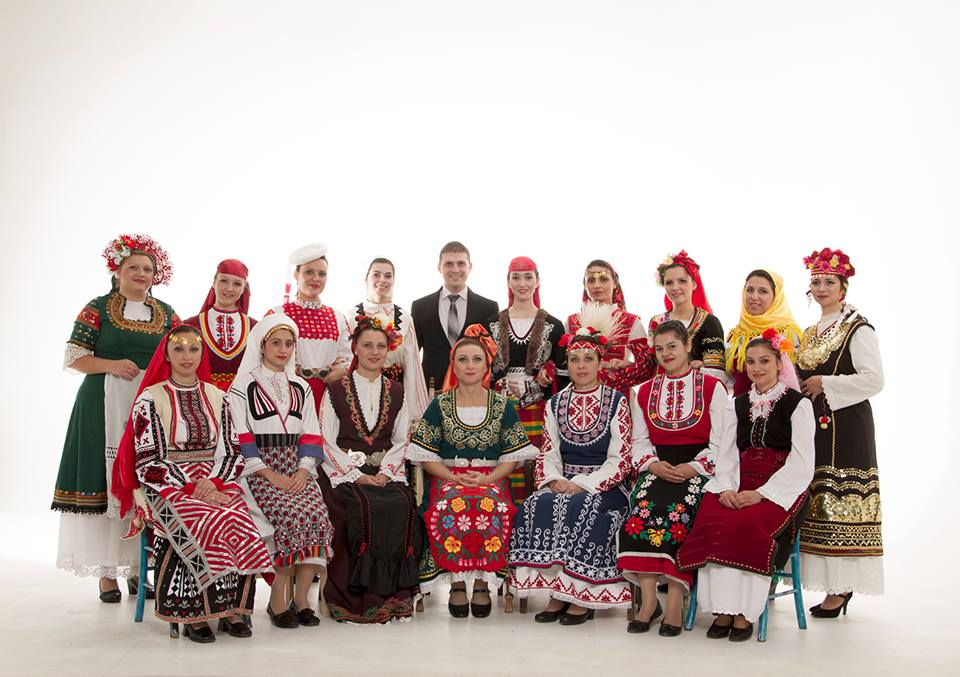
Состав в 2016 году

- 1975 — Le Mystere Des Voix Bulgares. Volume I
- 1988 — Le Mystere Des Voix Bulgares. Volume II
- 1988 — A Cathedral Concert
- 1989 — Le Mystere Des Voix Bulgares. Volume III
- 1990 — Lale Li Si
- 1992 — Pipero
- 1994 — Ritual
- 1998 — Le Mystere Des Voix Bulgares. Volume IV
- 2000 — The best of Le Mystere Des Voix Bulgares